# 1919: Crónica del alba 2ª parte
1919: Crónica del alba 2ª parte es una película española de 1983 dirigida por Antonio José Betancor.

## Argumento
Zaragoza, 1919. Año en el que se produce una de las sublevaciones anarquistas más importantes de la época, la revuelta del cuartel de Palafox. José Garcés (Micky Molina) es un adolescente de 15 años que vive esa convulsa situación. Burgués de nacimiento, tiene que hacer frente a la progresiva decadencia de su familia, que está pasando por una tremenda crisis económica. José pasa los días como ayudante en una botica de la ciudad. Allí conoce a Isabelita (Cristina Marsillach), una chica de su edad, hijastra de un misterioso revolucionario, que trabaja como criada. La joven tiene unas ideas muy claras sobre la vida; no quiere que nadie sea dueño de ella y no quiere acabar siendo una prostituta en Barcelona. Para tal empeño se pega a José, ya que ve en él posibilidad de escapar de una triste existencia. Sin embargo, José se reencuentra también con Valentina, su antiguo amor de la niñez, devenida en una joven hermosa, y que, siendo de familia rica y burguesa, podría además solucionar sus problemas económicos. El joven Garcés deberá elegir con cuál de las dos se queda.

## Comentarios
Basada en la novela Crónica del alba, de Ramón J. Sender. Se hizo una primera parte dirigida por el mismo director, titulada Crónica del alba. Valentina (1982).
- Datos: Q5651037